# Rede de aprendizagem docente
Rede de aprendizagem docente é um conceito da área da educação que descreve os vínculos formais e informais entre professores que compartilham conhecimentos, experiências e práticas com o objetivo de desenvolver suas competências profissionais e transformar seus contextos de atuação. Tais redes promovem trocas contínuas entre educadores, tanto presencialmente quanto por meio de ferramentas digitais, sendo frequentemente estruturadas por afinidades temáticas ou interesses comuns, como o uso de jogos na educação, tecnologias ou metodologias ativas.

## Definição
O termo pode ser compreendido como um subconjunto das redes de aprendizagem, com foco específico na profissionalização docente. De acordo com Carvalho (2022), essas redes envolvem uma articulação de saberes entre pares que se reconhecem como aprendizes e especialistas simultaneamente. Elas assumem caráter colaborativo, dialógico e interdisciplinar, fortalecendo práticas pedagógicas, identidades profissionais e posicionamentos sociopolíticos. São também uma forma comunitária de formação continuada.

## Características
As redes de aprendizagem docente:
- Favorecem a coautoria do conhecimento entre professores.
- Utilizam espaços digitais (como grupos de WhatsApp, fóruns e redes sociais) para fomentar interações horizontais.
- Conjugam interesses teóricos, práticos e afetivos entre os membros.
- Podem emergir de coletivos espontâneos, como clubes, oficinas ou projetos institucionais.
- Constroem uma identidade coletiva baseada na partilha e no apoio mútuo.

## Exemplos
Um exemplo documentado de rede de aprendizagem docente é a Ludus Magisterium, formada por professores interessados no uso de jogos de tabuleiro como estratégia pedagógica. Fundada em 2019, a rede reuniu mais de cem participantes e organizou encontros, oficinas e um simpósio, utilizando majoritariamente o WhatsApp como espaço de articulação e troca. Segundo Carvalho (2022), a rede foi analisada como um campo fértil de construção de expertises docentes, caracterizado pela interdisciplinaridade e engajamento político-cultural.

## Importância na formação docente
As redes docentes atuam como espaços não escolares, porém formativos, nos quais educadores refletem sobre suas práticas, atualizam seus saberes e constroem estratégias inovadoras. São especialmente importantes em contextos de precarização do trabalho docente ou de lacunas nas formações institucionais, funcionando como uma forma de resistência pedagógica.

## Relação com jogos na educação
Pesquisas como a de Carvalho (2022) indicam que redes como a Ludus Magisterium funcionam como catalisadores do desenvolvimento de abordagens pedagógicas com jogos de tabuleiro. Nessas redes, os educadores compartilham materiais, analisam práticas e constroem coletivamente a literacia lúdica — entendida como a capacidade de leitura crítica do mundo por meio do jogo.